# Stella Wonruku
Stella Akullu Wonruku (* 16. Juni 1999) ist eine ugandische Leichtathletin, die im Sprint antritt.

## Sportliche Laufbahn
Erste internationale Erfahrungen sammelte Stella Wonruku 2018 bei den U20-Weltmeisterschaften in Tampere, bei denen sie im 400-Meter-Lauf bis in das Halbfinale gelangte, in dem sie mit 54,32 s ausschied. Bei den IAAF World Relays 2019 in Yokohama schied sie mit der 4-mal-400-Meter-Staffel mit 3:35,02 min im Vorlauf aus und gelangte anschließend bei den Afrikaspielen in Rabat über 400 Meter bis in das Halbfinale, in dem sie mit 54,11 s ausschied. Zudem gewann sie mit der Staffel in 3:32,25 min die Bronzemedaille hinter Nigeria und Botswana.

## Persönliche Bestleistungen
- 200 Meter: 24,10 s (+1,7 m/s), 26. Juli 2019 in Kampala
- 400 Meter: 52,86 s, 26. Juli 2019 in Kampala